# Chobits: Chii dake no hito
Chobits: Chii dake no hito (ちょびっツ ～ちぃだけのヒト～?) è un videogioco sviluppato e pubblicato dalla Broccoli per PlayStation 2 il 15 maggio 2003, esclusivamente in Giappone. Il videogioco è ispirato al popolare manga ed anime Chobits, di cui ricalca la storia.

## Accoglienza
Chobits: Chii dake no hito ha ottenuto un punteggio di 28/40 dalla rivista Famitsū, basato sulla somma dei punteggi (da 0 a 10) dati al gioco da quattro recensori della rivista.